# أل كونفر
أل كونفر (بالإنجليزية: Al Conover)‏ هو لاعب كرة قدم أمريكية أمريكي، ولد في 1938 في سينسيناتي في الولايات المتحدة.